# Amarok (Software)
Amarok ist ein freier Mediaplayer für unixoide Betriebssysteme und Windows zum Abspielen von Audiodateien und um diese beliebig zu ordnen, sortieren und zu gruppieren. Auch Podcasts und Audiostreams wie Internetradios können verwaltet und abgespielt werden.
Die aktuelle stabile Version 3.0 aus dem Jahr 2024 basiert auf QT5, an einer QT6-Portierung wird gearbeitet.

## Allgemeines
Benannt wurde Amarok (bis Juni 2006 amaroK geschrieben) nach dem Album Amarok von Mike Oldfield. Wenn man dieses mit Amarok abspielt, erscheint ein kleines Popup, das sich für die Nutzung bedankt. Es ist der Name eines riesigen Wolfes aus der Mythologie der Eskimos, weshalb das Amarok-Symbol einen Wolf darstellt.
Da Amarok auf den KDE-Bibliotheken aufbaut, ist es auf vielen Unix-ähnlichen Betriebssystemen und Windows lauffähig.
Amarok unterscheidet sich von anderen Abspielprogrammen vor allem durch das Konzept der Kontextinformationen. Es wird versucht, zu einem gerade laufenden Stück passende Informationen anzuzeigen. Dazu gehören beispielsweise andere Alben des Künstlers, Sampler, auf denen er vertreten ist, empfohlene Interpreten und Stücke, die persönlichen Lieblingsstücke des Hörers, Liedtexte und Informationen aus der Wikipedia.
Zur Organisation der Audiodateien bedient es sich einer eigens geführten Musikbibliothek, um Musikdateien unterschiedlichster Formate mit Metainformationen (bei MP3 beispielsweise ID3-Tags) zu hinterlegen. Nach diesen kann flexibel sortiert und gefiltert werden. Eine weitere Eigenschaft in diesem Zusammenhang sind die sogenannten intelligenten Wiedergabelisten (englisch „smart playlists“). Eine intelligente Wiedergabeliste wird erstellt, indem man Kriterien ähnlich einer Datenbankabfrage definiert. Daneben bietet Amarok eine Echtzeit-Suche, deren Suchresultate bereits bei der Eingabe erscheinen.
Speziell für Rechner ohne installiertes Linux/Unix wurde Amarok Live entwickelt, eine Live-CD zur Demonstration der Fähigkeiten von Amarok.

## Funktionen
Amarok verfügt über eine breite Palette an Funktionen; neben einigen eigenständigen Merkmalen ähneln manche denen anderer Medienplayer. Beispielsweise verfügt Amarok wie Winamp über globale Shortcuts, also Tastenkombinationen, mit denen es sich steuern lässt, auch wenn man gerade mit einem anderen Programm arbeitet oder sich sogar auf einem anderen virtuellen Desktop befindet.

### Kontext-Ansicht
Die Kontext-Ansicht im mittleren Teil des Amarok-Fensters zeigt Informationen zum aktuell laufenden Lied an. Mit Hilfe der Datenbank werden anderen Alben und Sampler mit Stücken des Interpreten ermittelt. Musikempfehlungen und Informationen zu anstehenden Terminen wie beispielsweise Konzerten holt Amarok über den Service von Last.fm.
Weiterhin gibt es hier Statistiken über die komplette Musiksammlung wie die Lieblingsstücke des Benutzers, neueste und zuletzt gespielte Stücke. Auch Informationen zum Interpreten, Album und dem aktuell laufenden Stück aus der Wikipedia, Liedtexte und Gitarrenakkorde werden innerhalb des Kontext-Browsers dargestellt.

#### Wikipedia-Integration

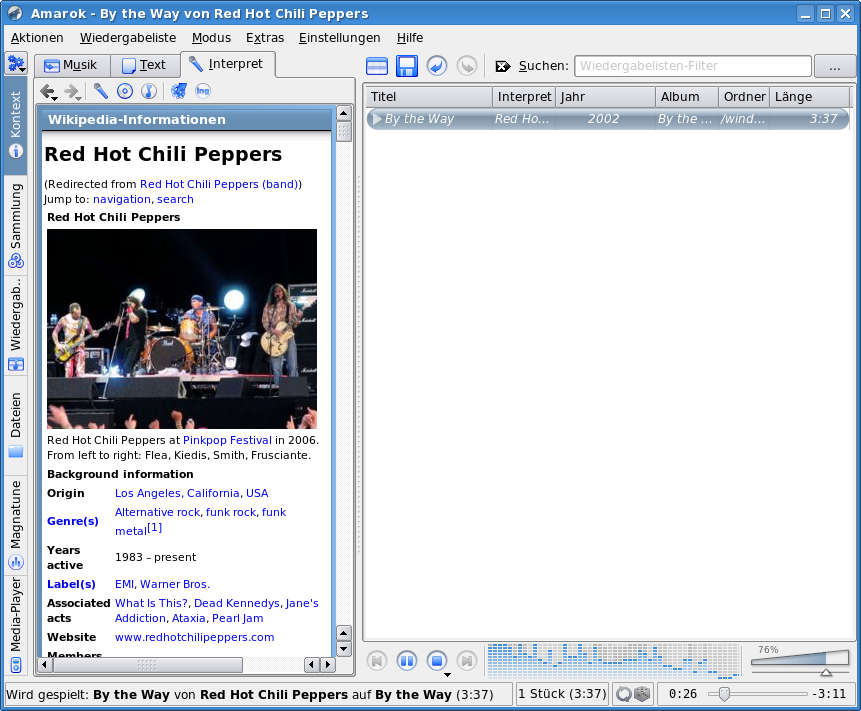
Amarok 1.4.5 mit geöffnetem Wikipedia-Artikel

Direkt aus Amarok lassen sich Informationen über den Interpreten des gerade gespielten Liedes, das Album sowie das Lied selbst aus der Wikipedia abrufen. Welche Sprache der Wikipedia dabei verwendet wird, ist frei wählbar.

#### Textsuche
Vergleichbar mit der Wikipedia-Integration ist die Suche und Anzeige des Textes des aktuellen Liedes direkt in Amarok integriert. Amarok fragt dazu externe Webseiten nach den Texten ab und stellt sie innerhalb des Programms dar. Dafür werden ab Version 1.4 austauschbare Skripte verwendet, womit man nicht von der Verfügbarkeit einer einzelnen Seite abhängig ist und auch die Möglichkeit hat, Textarchive mit weniger populären Stücken abzufragen.

#### Integration von CD-Covern
Amarok besitzt eine integrierte Cover-Verwaltung und zeigt diese auch während der Wiedergabe im Kontext-Browser sowie im On-Screen Menü an. Es gibt die Möglichkeit, fehlende Covers direkt von verschiedenen Quellen herunterzuladen oder auf der Festplatte liegende Bilddateien als Cover einzubinden.

### Musiksammlung

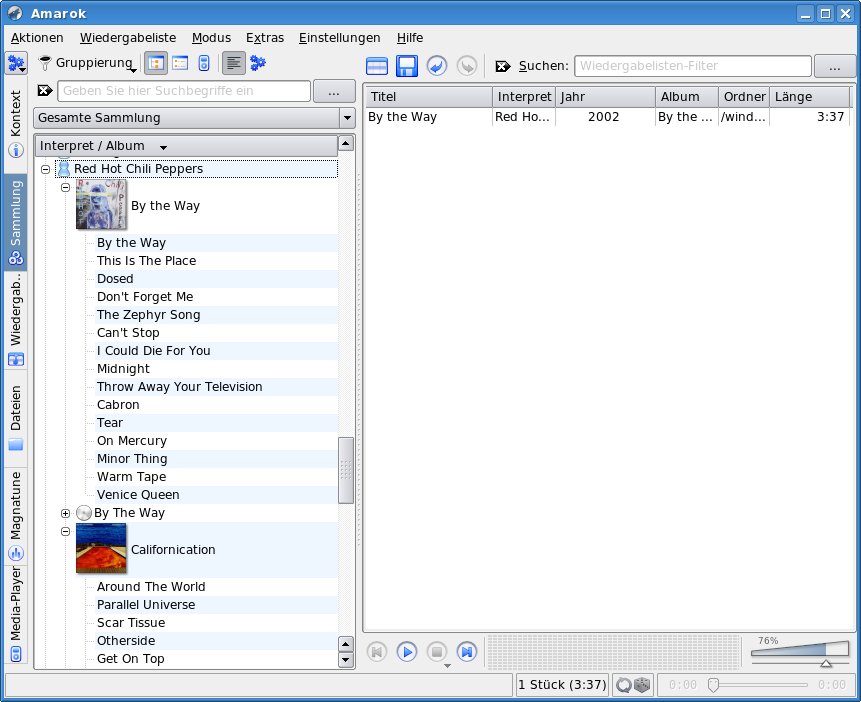
CD-Cover für leichtere Navigation in der Musiksammlung

Die Musiksammlung ist nach Stichworten durchsuchbar, wodurch das Auffinden von bestimmten Stücken oder Interpreten möglich ist.
Es gibt auch eine etwas komplexere Suche. So findet beispielsweise „year:>1990“ alle Stücke, deren Erscheinungsjahr nach 1990 liegt, „Lyrics:love“ alle Stücke, deren Liedtext das Wort „love“ enthält; mit „tag OR nacht“ findet man alle Stücke, deren Metainformation mindestens eines der beiden Worte „tag“ beziehungsweise „nacht“ enthält.
Innerhalb der Sammlung werden nur Stücke angezeigt, die aktuell verfügbar sind. Befindet sich ein Teil der Musik beispielsweise auf einem gerade nicht verfügbaren Wechseldatenträger, dann werden diese Stücke ausgeblendet und erst wieder sichtbar, wenn der Datenträger angeschlossen wird. Dabei gehen keine Informationen aus der Datenbank verloren. Außerdem ist es möglich, Stücke zu verschieben bzw. umzubenennen, ohne dass die über das Stück gesammelten Informationen verloren gehen. Gleiches gilt bei Änderungen der Metadaten durch externe Programme. Eine Umbenennung und Änderung der Metadaten zusammen wird jedoch nicht erkannt.

#### Datenbankfunktionalität
Amarok besitzt eine interne Datenbank, in der Informationen über alle Stücke der Musiksammlung (wie Titel, Interpret, Album, Erscheinungsjahr, aber auch Abspielstatistiken und eine daraus abgeleitete Bewertung der Stücke) gespeichert sind. Diese Informationen sind die Basis für viele der erweiterten Funktionen.
Aus technischer Sicht hat man die Wahl zwischen zwei verschiedenen Datenbanklösungen: das eingebettete MySQLe, das keinerlei Konfiguration durch den Nutzer benötigt, oder die Konfiguration eines externen MySQL-Servers, der dann auch von mehreren Amarok-Instanzen gemeinsam genutzt werden kann.

### Wiedergabelisten, Internetradios und Podcasts
Innerhalb von Amarok ist es möglich, Wiedergabelisten, Internetradios und Podcasts zu verwalten. Internetradios sind ablegbar und man kann das SHOUTcast-Verzeichnis nach Musikrichtung auf weitere Radiostationen hin durchsuchen. Die Podcast-Unterstützung erlaubt das Herunterladen von Podcasts sowie die automatische Übertragung auf mobile Geräte.

#### Intelligente Wiedergabelisten
Intelligente Wiedergabelisten sind Wiedergabelisten, die nach festen Kriterien (bestimmter Interpret, bestimmte Musikrichtung, neueste Stücke etc.) Stücke aus der Sammlung enthalten. Beispielsweise könnte eine solche Liste alle Stücke eines Künstlers enthalten, die vor einem bestimmten Datum erschienen sind.

#### Dynamische Wiedergabelisten
Dynamische Wiedergabelisten sind niemals endende Wiedergabelisten, die sich anhand vorgegebener intelligenter Wiedergabelisten selbst füllen. Abgespielte Stücke werden automatisch aus der Liste entfernt.
Man beginnt also mit einer Liste von nur wenigen Stücken, gibt vor, aus welchen (intelligenten) Wiedergabelisten neue Stücke hinzugefügt werden sollen, und Amarok erledigt das automatisch bei Bedarf. Somit bleibt die Wiedergabeliste immer klein und ressourcensparend, ohne an Funktionalität einzubüßen.

### Integrierte Internetdienste
Bereits vor Version 2 hatte Amarok den Shop des Netlabels Magnatune integriert. Mit Version 2 wurde die Einbettung von Internetdiensten weiter ausgebaut. Inzwischen lassen sich über Amarok auch direkt die Archive des freien Musikportals Jamendo und der freien Hörbuchsammlung LibriVox durchsuchen und Stücke daraus herunterladen. Auch kommerzielle Dienste wie der Amazon-MP3-Shop sind direkt aus Amarok heraus verfügbar. Durch weitere Skripte von Drittanbietern lassen sich viele weitere Dienste integrieren, unter anderem das Archiv der BBC, des NPR und der Free Music Charts.
Hinzu kommt die Integration von gPodder, einem Verzeichnisdienst für Podcasts, Last.fm und die Anbindung von Ampache-Servern.

### On-Screen Display
Das On-Screen Display blendet beim Liedwechsel Informationen über das aktuelle Stück auf dem Bildschirm ein, auch andere laufende Programme. Diese Funktion ist abschaltbar und frei konfigurierbar.

### Überblendung
Überblendung wurde bis Version 1.4 unterstützt, ab Version 2 jedoch nicht mehr. Eine Wiedereinführung könnte in späteren Veröffentlichungen der Version 2 erfolgen.

### Verschiedene Module zur Klangausgabe
Amarok selbst bietet keine Funktionalität zur Klangausgabe, sondern verwendet dafür die Multimedia-Schnittstelle Phonon, die selbst wiederum die Dekodierung der Audiodaten an Bibliotheken wie GStreamer oder VLC delegiert. Amarok kann somit alle von diesen Bibliotheken unterstützen Formate wiedergeben.
Viele Linux-Distributoren liefern diese jedoch aus Bedenken bezüglich Softwarepatenten ohne die Unterstützung für proprietäre Formate wie MP3 aus. In diesen Fällen müssen voll funktionsfähige Varianten zur Wiedergabe dieser Formate nachinstalliert werden.

### Skripte, D-Bus
Amarok ist durch Skripte erweiterbar. Dabei werden oft die eingebauten D-Bus-Funktionen verwendet, die eine Fernsteuerung und -abfrage von Informationen erlauben.

### Integrierte MP3-Player-Unterstützung

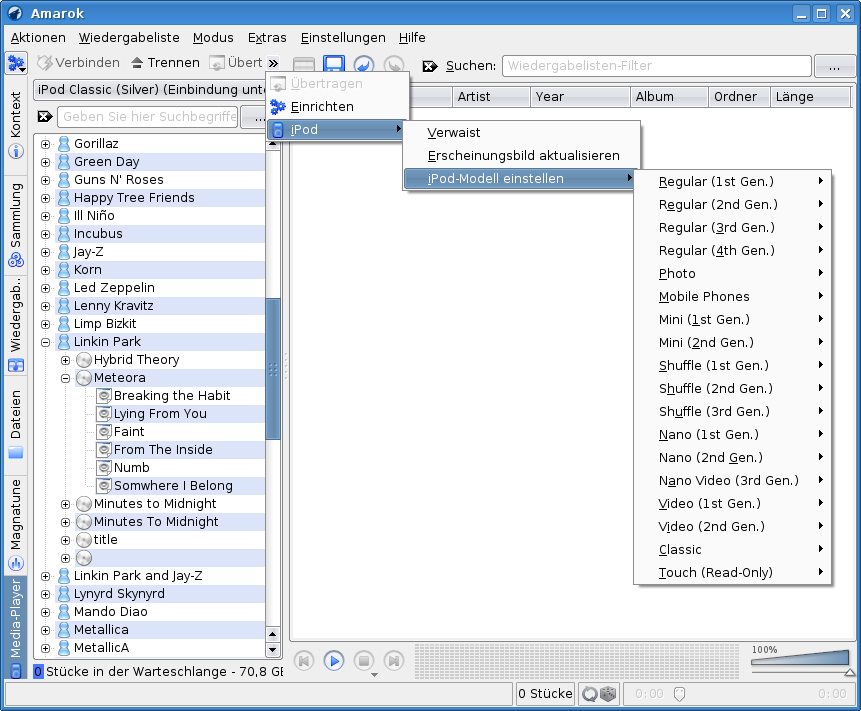
Amarok 1.4.7 mit iPod-Unterstützung

Amarok unterstützt neben verschiedenen Modellen von Apples iPod, diverse MTP- und USB-Massenspeicher-Geräte. Auf das angeschlossene Gerät kann Amarok direkt zugreifen, Musikstücke aufspielen und auch von den Geräten aus wiedergeben.
Die Unterstützung für die iPod-Reihe umfasst auch das Einbinden von Alben-Covern sowie die Abgleichung individueller Bewertungen einzelner Musikstücke. Jedoch gibt es einige Einschränkungen bzgl. mancher iPod-Modelle wie zum Beispiel dem iPod Touch mit der Firmware 2.x, da hier die Musikdatenbank auf dem iPod verschlüsselt wird und Amarok so keinen Zugriff auf sie hat.

### Metadaten

#### MP3
Amarok schreibt die in MP3-Dateien verwendeten ID3-Tags in Version 2.4, die noch nicht von allen Endgeräten wie MP3-Playern und anderen Abspielprogrammen unterstützt werden. Gelesen werden jedoch auch ältere Versionen des Standards, wobei die aktuell vorhandene verwendet wird.

#### Ogg Vorbis
Ausführliche, mit Vorbis comment geschriebene Daten, werden nur rudimentär unterstützt. Amarok vermittelt hier den Eindruck, diese Kommentare seien nicht oder nicht richtig vorhanden.

#### Andere Formate
Metadaten anderer Formate kann Amarok teilweise über Plugins von TagLib, der verwendeten Bibliothek zum Auslesen und Bearbeiten von Metadaten, verwenden. Dazu gehören zum Beispiel die Metadaten von FLAC-, WMA-, AAC- und Real-Audio-Dateien.

### Weitere Funktionen
- Umfangreiche Umsetzung von Drag and Drop
- 10-Band-Equalizer
- Interaktion mit dem Brennprogramm K3b.
- Integration in KDE (zum Beispiel Konqueror-Navigationsleiste).
- Übersetzungen sind in über 35 Sprachen verfügbar.
- Amarok ermöglicht die direkte Abfrage der MusicBrainz-Datenbank, um fehlende Metadaten (Tags) ergänzen zu können.[9] Eine ähnliche Funktionalität ist für die 2.x-Versionen auch über den Last.fm-Fingerprint-Dienst geplant.[10]
- Amarok unterstützt über die Bibliothek libvisual Visualisierungsmodule. Dies hat mit Version 1.4.5 die Unterstützung für XMMS-Module abgelöst.
- Amarok besitzt eine Wiedergabelistenverwaltung, die insbesondere auf das Verwalten großer Wiedergabelisten zugeschnitten ist.
- Last.fm-Anbindung
- Magnatune Musik-Onlineshop ab Version 1.4.4

## Versionen und Versionsgeschichte

### Version 1
Die Version 1, die 2004 erstmals erschien, bot in der Version 1.0 erstmals eine durchsuchbare Musikdatenbank. Außerdem wurde ein Musiksammlungs- und Datei-Browser sowie eine Statistikdatenbank integriert. In der Version 1.1 kam die Unterstützung für Xine und eine Bewertungsfunktion für Musik hinzu.

### Version 2
Die Version 2, die im Dezember 2008 erstmals erschien, markierte den Umstieg auf KDE Plasma 4 und Qt 4.4. Außerdem begann die Entwicklung einer nativen Version für Windows und Mac OS X. Mit der Version 2.5 aus dem Dezember 2011 wurde die Windows-Version offiziell als stabil freigegeben.

#### Kritik an Version 2
Mit dem Versionssprung von 1.4.10 auf 2.0 waren eine Reihe von Funktionen noch nicht implementiert, was zu teils massiver Kritik durch die Nutzer führte. Weitere Kritikpunkte waren die radikale Umgestaltung der Programmoberfläche durch das neue dreispaltige Layout. Auch wurde kritisiert, das Programm sei unübersichtlich und es sei nun deutlich komplizierter, Amarok an individuelle Bedürfnisse anzupassen. Relativ bald wurde jedoch durch die Version 2 der Funktionsumfang der 1.4er-Versionen nahezu wieder erreicht und in vielen Bereichen übertroffen.
Aufgrund des anfangs reduzierten Funktionsumfangs von Version 2 und Leistungsproblemen der frühen KDE-Plattform-4-Versionen entstand ein Fork der 1.4er-Version: Clementine als vollständige Portierung nach Qt4.

### Version 3
Nach Veröffentlichung der letzten Version 2.9 aus dem 2.x-Zweig wurde die Arbeit an der Version 3 begonnen, die zunächst vor allem aus der Portierung von Amarok auf Qt5 und KDE Plasma 5 bestand. Zudem wurde von MySQL auf MariaDB migriert.

### Versionstabelle
| Legende: | Alte Version | Ältere Version; noch unterstützt | Aktuelle Version | Aktuelle Vorabversion | Zukünftige Version |

| Version       | Codename             | Veröffentlichung   | Wichtigste Änderungen |
| ------------- | -------------------- | ------------------ | --- |
| erste Version |                      | 20. Juli 2003      | |
| 0.6.0         |                      | 20. September 2003 | |
| 0.7.0         |                      | 16. November 2003  | Überblendung, konfigurierbare Spalten in Wiedergabelisten, kleinere Änderungen, Fehlerkorrekturen |
| 1.0           |                      | 17. Juni 2004      | Durchsuchbare Musikdatenbank, Musiksammlungs- und Datei-Browser wurden integriert, Möglichkeit Covers von Amazon herunterzuladen, Statistiken im Kontextbrowser, Statistikdatenbank |
| 1.1           | I am a rock          | 27. September 2004 | Unterstützung für Xine, Bewertungsfunktion für Musik, Integration des Brennprogramms K3b, Unterstützung für MAS |
| 1.2           |                      | 14. Februar 2005   | Unterstützung von Audioscrobbler und die Möglichkeit die Informationen über die Stücke in der Sammlung in einer MySQL-Datenbank zu speichern, Der Kontext-Browser lässt sich mittels CSS neu gestalten, iPod-Unterstützung, Alarm-Skript um Musik zu einer festgelegten Zeit abspielen zu lassen |
| 1.3           | Airborne             | 14. August 2005    | Unterstützung von relativen Pfaden in Wiedergabelisten, Verwaltungsdialog für Liedwarteschlangen, Podcast-Unterstützung, Wikipedia-Integration, neuer Wiedergabelisten-Browser, überarbeitete Oberfläche, Unterstützung von Cuesheets und dynamischen Wiedergabelisten |
| 1.3.9         | Airborne             | 26. März 2006      | seit 1.3.0: Unterstützung für den iPod Shuffle, überarbeitete Helix- und GStreamer-Engines, Verbesserungen an der Optik, der Podcast-Unterstützung und den Kontextmenüs, Fehlerkorrekturen |
| 1.4           | Fast Forward         | 17. Mai 2006       | Fehlerkorrekturen, überarbeitete Unterstützung für iPods (mehr unterstützte Modelle) und andere mobile Geräte, Arbeiten an der Oberfläche und am Speicherverbrauch, Werkzeug für Statistiken, Unterstützung für WMA- und MP4/AAC-Tags in der Musiksammlung sowie ASX-Wiedergabelisten, erweiterte Integration von last.fm im Kontextbrowser, unterbrechungsfreie Wiedergabe mittels xine, Zeitfilter in der Sammlung, stabileres Erfassen der Sammlung, Auslagerung der Textsuche in Skripte (mit der Möglichkeit somit auch auf anderen Seiten zu suchen), erweiterte Wikipediaintegration (nun auch Suche nach Album und Lied möglich), Rippen von Audio-CDs und Hinzufügen zur Sammlung mittels Drag and Drop, verbesserte Unterstützung für Podcasts. |
| 1.4.1         |                      | 2. Juli 2006       | seit 1.4.0: Verringerung der Startzeit, Name von amaroK zu Amarok geändert, Unterstützung für last.fm-Streams, alternative Punktevergabe durch Skripte möglich, Verbesserung der Benutzerfreundlichkeit, Entfernung des Stimmungsbarometers, standardmäßig deaktivierte Unterstützung für ATF (Advanced Tag Features, eine Funktion, die Statistiken erhält auch wenn das Stück verschoben oder umbenannt wurde), Unterstützung für Creatives „Nomad Jukebox“. |
| 1.4.2         |                      | 22. August 2006    | Ein DAAP-Client um z. B. mit iTunes zu kommunizieren. MTP media device-Unterstützung, dynamische Kollektionen, selbstdefinierte Last.fm-Stationen |
| 1.4.3         |                      | 5. September 2006  | Offizielle Freigabe von AFT (Amarok File Tracking), eine Methode, um Dateien anhand ihrer Prüfsumme zu erkennen. Unterstützung eines BPM-Feldes. Dynamische Kollektionen: ein Merkmal, das verhindert, dass Lieder, die sich zum Beispiel auf einem Server befinden, immer wieder aus der Medienbibliothek entfernt und wieder hinzugefügt werden. Durch die Möglichkeit, die Musiktitel nach Komponisten zu gruppieren, wird Amarok nun auch für Liebhaber klassischer Musik interessant. |
| 1.4.4         |                      | 30. Oktober 2006   | Die Xine- und helix-Engine unterstützen jetzt drei verschiedene Überblendungs-Möglichkeiten: immer, nur bei manuellem oder nur bei automatischem Liedwechsel. Öffnen von Podcast-Items mit externen Anwendungen vom Rechtsklick-Menü aus. Synchronisierung der „Angehört“-Liste zwischen Amarok und iPod. Integrierter Magnatune.com-Musikdienst hinzugefügt, inklusive Künstlerinfo, Albuminfo und Vorschau für alle Titel. Rudimentäre Unterstützung für Rio Karma implementiert. |
| 1.4.5         |                      | 4. Februar 2007    | Unter Wiedergabelisten werden nun auch SHOUTcast-Streams angezeigt. Außerdem ist es möglich, sogenannte Labels zu verwalten, mit denen der Benutzer genauere Details zu Titeln abspeichern kann. |
| 1.4.6         |                      | 21. Juni 2007      | Ein neues Icon-Set in KDE-4-Oxygen-Farben. Neue, laut den Entwicklern schnellere, Version von SQLite eingebaut. Unterstützung für das alternative MP3-Player-Betriebssystem Rockbox. |
| 1.4.7         |                      | 13. August 2007    | Verbessertes Backend für die Musiksammlung, Fehlerbehebungen, Beschränkung der mitgelieferten Adressen von Musik-Streams auf die qualitativ hochwertigsten |
| 1.4.8         |                      | 20. Dezember 2007  | Verbessertes Backend für die Musiksammlung, Fehlerbehebungen, verbesserte Unterstützung für iPhone/iPod Touch |
| 1.4.9.1       |                      | 12. April 2008     | Aktualisierung der Amazon-Cover-Integration, Fehlerbehebungen, Übersetzungen korrigiert |
| 1.4.10        |                      | 14. August 2008    | Aktualisierung des Magnatune-Dienstes, Fehlerbehebungen, Behebung von Sicherheitsproblemen, voraussichtlich letzte Aktualisierung der 1.4-Serie Forks: Pana, Clementine |
| 2.0           | In the beginning     | 10. Dezember 2008  | Neuentwicklung, basiert auf KDE 4.1 und Qt 4.4. Umsetzung für Windows und macOS in Entwicklung |
| 2.0.1.1       | Magellan             | 11. Januar 2009    | Durchsuchen und Filtern der Wiedergabeliste nun wieder möglich, Fehlerbehebungen, Behebung von Sicherheitsproblemen |
| 2.0.2         | Only Time Will Tell  | 5. März 2009       | Zahlreiche Fehlerbehebungen |
| 2.1           | Let There Be Light   | 3. Juni 2009       | Verbesserungen der Wiedergabeliste, verbesserter Kontext-Browser, Lesezeichen, Amarok-URLs, verbesserte Last.fm-Unterstützung, Replay-Gain-Unterstützung, weitere Neuerungen |
| 2.2           | Sunjammer            | 1. Oktober 2009    | Ausblenden der Kontext-Ansicht, Applet-Layout-Verbesserungen, Lokale Wiedergabelisten aus Kommandozeile laden, Fehlerbehebungen |
| 2.3           | Clear Light          | 15. März 2010      | zahlreiche Fehlerbehebungen, verbesserte Podcast-Unterstützung und verbessertes Verwalten von gespeicherten Wiedergabelisten; verbesserte Unterstützung für USB-Geräte, vor allem generische MP3-Player |
| 2.3.1         | The Bell             | 31. Mai 2010       | einige Fehlerbehebungen; Anzeige bevorstehender Konzerte von Künstlern, deren Musik Amarok gerade abspielt |
| 2.3.2         | Moonshine            | 20. September 2010 | Fehlerbehebungen |
| 2.4           | Slipstream           | 15. Januar 2011    | Unterstützung für neuere iPods, neue Applets, die u. a. Gitarren-Griffe und kommende Konzerte anzeigen |
| 2.4.3         | Berlin               | 15. Januar 2011    | Überarbeitung der Benutzeroberfläche, Integration von GPodder |
| 2.5           | Earth Moving         | 20. Dezember 2011  | Podcast-Synchronisation mit GPodder.net, neu geschriebene USB-Speicher-Unterstützung, Fehlerkorrekturen im iPod-Plugin, integrierter Amazon-MP3-Shop, Windows-Version erstmals offiziell stabil |
| 2.6           | In Dulci Jubilo      | 13. August 2012    | Erweiterung des iPod-, iPad- und iPhone-Supports |
| 2.7           | A Minor Tune         | 18. Januar 2013    | Zugriff auch auf Nepomuk-Datenbank |
| 2.7.1         | Harbinger            | 15. Mai 2013       | Fehlerbehebungen |
| 2.8           | Return To The Origin | 16. August 2013    | Audio-Analyse-Visualisierung |
| 2.9           | Hibernaculum         | 7. März 2018       | letzte Version basierend auf Qt4/KDE4.x, bevor Amarok auf Qt 5 und Plasma 5 portiert wird. |
| 3.0           | Castaway             | 29. April 2024     | Erste Version auf Basis von Qt 5. |
| 3.0.1         |                      | 2024-06-02         | |
| 3.1.0         | Tricks of the Light  | 2024-08-02         | |
| 3.1.1         |                      | 2024-09-28         | |
| 3.2.0         | Punkadiddle          | 2024-12-29         | |
| 3.2.1         |                      | 2025-01-11         | |
| 3.2.2         |                      | 2025-02-15         | |
| 3.3.0         | Far Above the Clouds | 2025-07-08         | Qt5/KF5 Support entfernt |